# Slovaquie aux Jeux olympiques d'été de 1996
La Slovaquie a remporté 3 médailles pour sa première participation lors des Jeux olympiques d'été de 1996.